# Tylko raz kochała
Tylko raz kochała (ang. The Gorgeous Hussy) – amerykański film z 1936 roku w reżyserii Clarence’a Browna, oparty na powieści Samuela Hopkinsa Adamsa pod tym samym tytułem.

## Obsada
- Joan Crawford jako Margaret "Peggy" O’Neal
- Robert Taylor jako 'Bow' Timberlake
- Lionel Barrymore jako Andrew Jackson
- Franchot Tone jako John Eaton
- Melvyn Douglas jako John Randolph z Roanoke
- James Stewart jako 'Rowdy' Dow
- Alison Skipworth jako pani Beall
- Beulah Bondi jako Rachel Jackson
- Louis Calhern jako Sunderland
- Melville Cooper jako Cuthbert
- Sidney Toler jako Daniel Webster
- Gene Lockhart jako Major O’Neal
- Clara Blandick jako Louisa Abbott
- Frank Conroy jako John C. Calhoun
- Nydia Westman jako Maybelle
- Willard Robertson jako Samuel D. Ingham
- Charles Trowbridge jako Martin Van Buren
- Rubye De Remer jako pani Bellamy
- Betty Blythe jako pani Wainwright
- Zeffie Tilbury jako pani Daniel Beall

## Nagrody i nominacje
| Nazwa nagrody | Wygrane            | Nominacje                                                                           |
| ------------- | ------------------ | ----------------------------------------------------------------------------------- |
| Oscar         | 1937 bez rezultatu | 1937 Najlepsza aktorka drugoplanowa Beulah Bondi Najlepsze zdjęcia George J. Folsey |